# Cape Breton and Central Nova Scotia Railway
Pour les articles homonymes, voir Nova Scotia (homonymie).
Le Cape Breton and Central Nova Scotia Railway  (CBNS) est un chemin de fer de 392 kilomètres (245 milles) opérant en Nouvelle-Écosse entre Sydney et Truro avec des petites lignes à Sydney, Port Hawkesbury/Point Tupper, Trenton et Stellarton.
La ligne (et les petites lignes relatives) ont été autrefois possédées par le chemin de fer Canadien National et ont été vendues au holding de lignes courte RailTex en octobre, 1993 ce qui a fait le CBNS un des premiers lignes courtes du Canada à acquérir d'un chemin de fer de la classe I. Le 4 février 2000, RailTex, y compris CBNS, a été acheté par RailAmerica pour 325 000 000 millions de dollars US.
L'itinéraire de CBNS croise le paysage divers et beau s'étendant des champs, des forêts mixtes et des vallées de fleuve constituées par les montagnes appalachiennes, au détroit de Canso (il croise sur la chaussée de Canso) et à diverses admissions du Golfe du Saint-Laurent. Sur l'Île du Cap-Breton, la ligne fonctionne près du lac spectaculaire Lac du Bras d'or.
La ligne échange avec le Sydney Coal Railway, autrefois le chemin de fer de Devco, à Sydney, et avec le CN à Truro. Des centres de tri sont maintenus à Sydney, North Sydney, Point Tupper, Le Havre Boucher, Stellarton, et Truro.
Les clients incluent deux moulins à papier et pulpe et une usine de pneu Michelin, deux centrales thermique d'électricité à charbon, une usine de liquéfaction de gaz naturel, une grande usine de wagons ferroviaires de fret, et plusieurs plus petits expéditeurs comprenant les entrepreneurs locaux de sylviculture. Le trafic est tombé nettement à l'extrémité de l'est du chemin de fer suivant la fermeture d'une aciérie et de plusieurs mines de charbon près de Sydney. CBNS a demandé actuellement pour abandonner cette section de sa ligne.
Le train de voyageurs de VIA Rail pour touristes saisonnier hebdomadaire de Halifax-Sydney du rail, Le Bras d'Or, actionné sur la longueur entière du CBNS, en plus du réseau ferroviaire du CN entre Halifax et Truro, de 2000 à 2004. En raison de l'abandon possible de la partie de l'est du réseau de CBNS, VIA Rail a suspendu le service au début de 2005. En septembre 2005 le gouvernement de la Nouvelle-Écosse a annoncé qu'il fournirait au CBNS une subvention de 10 millions de dollars pour garder la ligne de rail de Port Hawkesbury à Sydney ouvert pendant les 5 années à venir.